# August Hofmann (Jurist)
August Hofmann (* 19. März 1865 in Karlsruhe; † 14. März 1930 ebenda; evangelisch) war ein  seit 1895 im badischen Staatsdienst stehender Jurist. Er wurde 1930 in den Ruhestand versetzt.

## Familie
August Hofmann war der Sohn des Generalmajors August Hofmann (* 14. September 1824 in Karlsruhe; † 30. September 1901 ebenda) und der Josepha geborene Birnstill. Er heiratete am 12. August 1899 in Kandel Johanna Bertha geborene Just (* 6. Januar 1877 in Kandel; † 16. Mai 1962 in Karlsruhe). Aus dieser Ehe entstammt die Tochter Elisabeth (* 8. Mai 1902).

## Leben
Nach den ersten Staatsexamen 1889 und dem zweiten Staatsexamen 1892 wurde er am 1. März 1895 Sekretär im Ministerium des Innern. Am 10. Juni 1896 wurde Hofmann Amtmann beim Bezirksamt Bruchsal und danach ab dem 15. Juli 1898 beim Bezirksamt Offenburg. Am 14. Juni 1899 wurde er zum Oberamtmann und Amtsvorstand beim Bezirksamt Neustadt befördert und erhielt am  17. Juli 1902 die gleiche Stelle beim Bezirksamt Ettenheim. Am 6. März 1903 wurde er im Range eines Regierungsrates Kollegialmitglied beim Verwaltungshof in Karlsruhe. Ab 1906 wurde Hofmann Oberamtmann und Amtsvorstand beim Bezirksamt Bretten, wo er zum 21. Dezember 1912 zum Geheimen Regierungsrat ernannt wurde. 1924 wurde er Amtsvorstand bzw. nach der Umbenennung 1926 Landrat beim Bezirksamt Bruchsal und 1930 in den Ruhestand versetzt.

## Mitgliedschaften
- Verbindung Rupertia, Heidelberg

## Auszeichnungen
- 1906: Ritterkreuz 1. Klasse des Zähringer Löwen-Ordens
- 1916: Badisches Kriegsverdienstkreuz
- Badische Jubiläumsmedaille
- 1918: Preußisches Verdienstkreuz für Kriegshilfe